# Phrynobatrachus taiensis
Phrynobatrachus taiensis é uma espécie de anfíbio da família Petropedetidae.
É endémica da Costa do Marfim.
Os seus habitats naturais são: florestas subtropicais ou tropicais húmidas de baixa altitude, marismas de água doce e marismas intermitentes de água doce.